# The Hobbit (1966)
The Hobbit is een in 1966 geanimeerde korte fantasyfilm geregisseerd door de Amerikaans-Tsjechische regisseur Gene Deitch. Het is de eerste poging om het boek De Hobbit (1937), door de Britse auteur J.R.R. Tolkien, te verfilmen; waarop de animatiefilm losjes is gebaseerd.

## Productie en première

### Filmrechten, producer en regisseur
Producer William L. Snyder had in 1964 de filmrechten gekocht voor The Hobbit om deze te verfilmen. Dit wilde hij doen met zijn bedrijf Rembrandt Films, dat was gevestigd in Praag, in het toenmalige Tsjecho-Slowakije, dat producties maakte bedoeld voor de Amerikaanse markt. De voorwaarde voor het aankopen en het verlengen van de rechten, was dat een filmproject uiterlijk diende te worden gepubliceerd op 30 juni 1966. Dit gaf Snyder twee jaar de tijd om de film te produceren. Hiervoor trok hij de Amerikaans-Tsjechische regisseur Gene Deitch aan die woonde en werkte in Praag.

### Scenario
Het boek The Hobbit was begin jaren 60 een relatief onbekend kinderboek. Deitch gebruikte het boek meer als een inspiratiebron voor zijn scenario. Zo heeft hij namen veranderd, personages en liederen toegevoegd, en heeft hij zijn eigen draai gegeven aan het plot. In 1965 publiceerde Tolkien een tweede editie van In de ban van de ring voor de Amerikaanse markt. Deze uitgave bleek zeer goed aan te slaan en Deitch realiseerde toen pas dat The Hobbit de voorganger was van de populaire trilogie. Maar hij was al halverwege het scenario. Deitch heeft toen nog snel het scenario bewerkt zodat er een vervolg zou kunnen komen op The Hobbit. In januari 1966 heeft Snyder het scenario gepresenteerd aan de studio in New York, met het doel geld te ontvangen zodat ze van het scenario een geanimeerde film zouden kunnen maken. De filmstudio weigerde echter het project te financieren daar zij de productiekosten te hoog vonden.

### Haastwerk
Na de afwijzing van het scenario kon Snyder niks anders dan The Hobbit zelfstandig uit te brengen om zo zijn investering voor de aankoop van de filmrechten mogelijk nog terug te kunnen verdienen. Het contract stelde dat uiterlijk 30 juni 1966 een kleurenfilm moest worden vertoond aan een betalend publiek om de filmrechten te kunnen behouden. Snyder contacteerde Deitch in Praag en droeg hem op om een 12-minuten durende animatie in kleur te maken gebaseerd op het scenario dat paste op één filmwiel en dat kon worden getoond in New York op 30 juni 1966. Deitch moest dus een heel andere film maken dan hij oorspronkelijk had gedacht. De animatie werd gemaakt met veelal papieren knipsels die voorlangs een cameralens werden bewogen.

### Première
Deitch vloog naar New York alwaar Snyder een filmzaaltje had gehuurd op 30 juni 1966. Op de dag van de vertoning, tevens de dag waarop het contract voor de filmrechten zou verlopen, ging Deitch de straat op om mensen te vragen naar de vertoning van de korte film te komen. Hij gaf iedereen die toezegde te komen een dubbeltje ($ 0,10), dat ze later moesten inleveren als 'betaling'. De film werd vertoond en daarmee had producer Snyder voldaan aan de eisen in het contract voor de aankoop van de filmrechten. De rechten waren daarmee verlengd en Snyder heeft de filmrechten direct terugverkocht aan Tolkien.

### Afwikkeling
The Hobbit is nooit meer vertoond in een filmzaal na de première op 30 juni 1966 in New York. In 2012 werd de film geüpload op YouTube door Tolkien-fans.

## Aanpassingen
- Thorin Eikenschild, wordt Turin Oakenshield genoemd.
- Turin Oakenshield is een generaal uit de gouden stadstaat Dal, géén van de andere dwergen komen voor in het verhaal.
- De stad Dal is vernietigd door een draak.
- De draak, Smaug genaamd in de boeken, wordt Snag genoemd in de film.
- Snag bewaakt het goud in de voormalige juwelenmijn van de stad Dal.
- Een prinses genaamd Mika uit de stad Dal, smeekt Bilbo om de draak Snag te doden omdat deze haar vader heeft gedood en alle inwoners van Dal.
- Bilbo wordt genoemd als drakendoder in een profetie.
- Gollem wordt Goloom genoemd.
- Orks worden Grablins genoemd.
- Trollen worden Groans genoemd.
- Bilbo vindt de Ene Ring in de grot van Goloom maar doet verder niks met de ring.
- Thorin, Bilbo, en Mika maken samen een grote pijl met behulp van de Arkensteen, waarmee ze de slapende draak Snag doodschieten.
- Bilbo en Mika trouwen aan het einde van het van het verhaal, ze regeren een tijd lang de stad Dal maar trekken zich dan terug in Hobbitstee, in de Gouw.